# Malissard

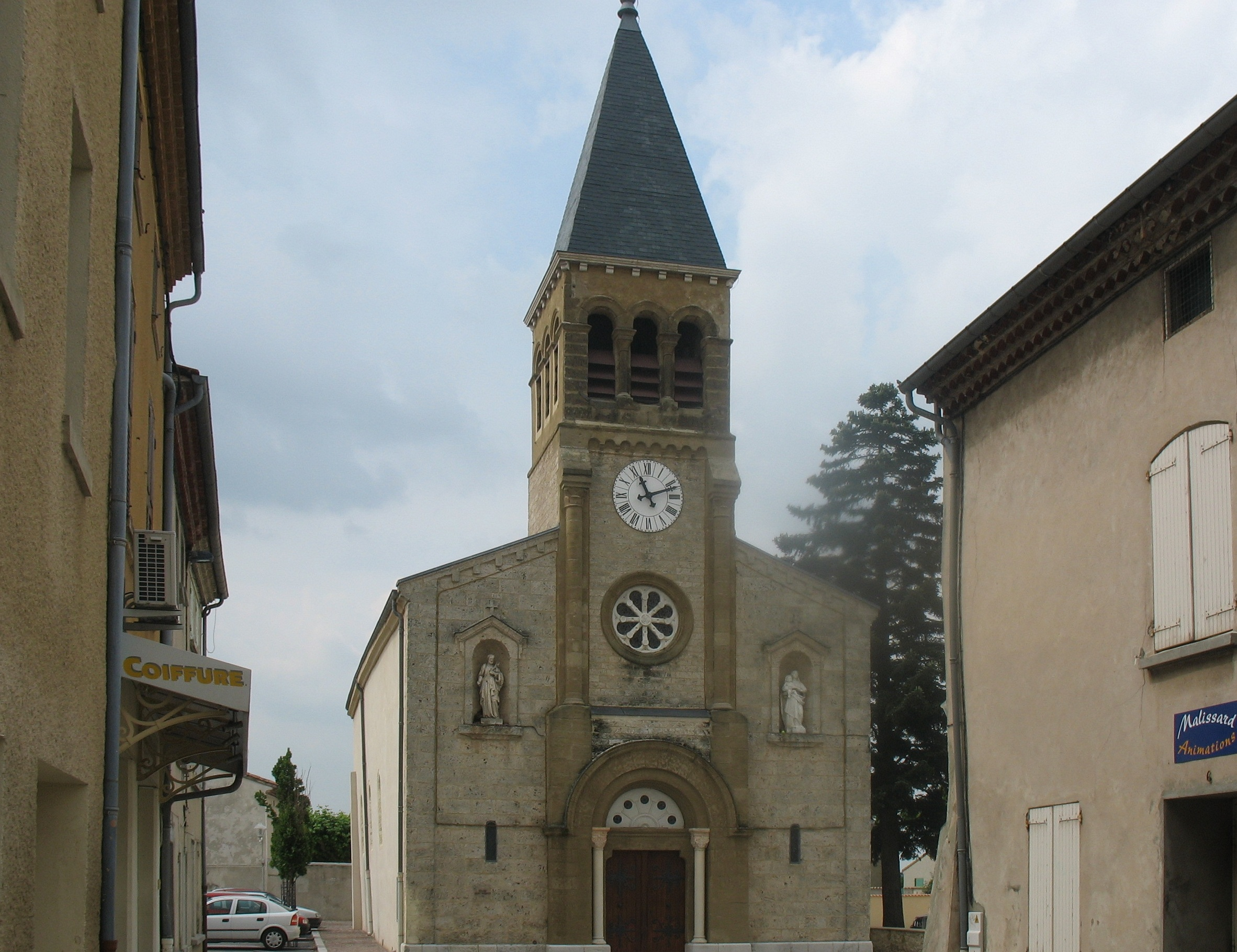
Kościół w Malissard, 2011

Malissard – miejscowość i gmina we Francji, w regionie Owernia-Rodan-Alpy, w departamencie Drôme.
Według danych na rok 1990 gminę zamieszkiwały 2552 osoby, a gęstość zaludnienia wynosiła 251 osób/km² (wśród 2880 gmin regionu Rodan-Alpy Malissard plasuje się na 349. miejscu pod względem liczby ludności, natomiast pod względem powierzchni na miejscu 1108.).